# Сатклифф, Уильям
Уильям Сатклиф (англ. William Sutcliffe; 9 марта 1971) — английский романист.

## Биография
Уильям Сатклифф родился в 1971 году. Учился в школе для мальчиков Haberdashers' Aske's (англ. Haberdashers' Aske's Boys' School), где его одноклассником был ныне знаменитый британский актёр Саша Барон Коэн. Окончил Кембридж, где играл в знаменитой комической труппе «Рампа», с которой гастролировал по всей Европе.
В это же время он начал писать свою первую книгу «Новенький» (в других переводах «Новый герой»). Роман снискал большую популярность в рядах английской молодежи. Следующим успешным романом стала книга о группе студентов-англичан, которые отправляются в путешествие по Индии, слабо представляя, чего от неё ждать. Прозу Сатклифа можно охарактеризовать как сатирическую, а первую книгу автора называют автобиографической. В его романах затрагиваются актуальные молодёжные темы: секс, флирт, мужская дружба. Критики принимают его весьма благосклонно.
Некоторое время Сатклиф работал гидом во Франции, на телевидении. Но позднее сосредоточился на литературе. Уильям Сатклиф женат на писательнице Мэгги О`Фаррелл.